# Boris Pilnjak
Boris Andrejevitsj Pilnjak (Russisch: Борис Андреевич Пильняк) (Mozjajsk (oblast Moskou), 11 oktober 1894 - Moskou, 21 april 1938), was een Russisch schrijver. 

## Leven
Pilnjak, die afstamde van Wolga-Duitsers, heette aanvankelijk ‘Boris Andrejevitsj Vogau’, maar hij veranderde deze naam onder invloed van het groeiende anti-Duitse sentiment in Rusland tijdens de Eerste Wereldoorlog. Hij nam de naam Pilnjak aan, naar een Wit-Russisch stadje, waar hij tijdens deze periode verbleef. Pilnjak studeerde economie in Moskou en studeerde in 1920 af. Hij was toen al getrouwd en had twee kinderen. Mede door zijn bekritiseerde literaire werk en ook door een verleden in Tsaristische dienst kwam Pilnjak in de jaren in problemen met de Sovjetautoriteiten. In 1937 werd hij door de NKVD opgepakt als 'Japanse spion' en naar Loebjanka gebracht. Op 21 april 1938 werd hij gefusilleerd. Lange tijd kon men zijn graf niet terugvinden, maar de Russische Memorial-vereniging lokaliseerde zijn overblijfselen in de jaren negentig in een massagraf voor de 'Sovjet-elite', nabij een Sovchoz in de buurt van Moskou. Piljnak werd in 1957 postuum gerehabiliteerd.

## Werk
Pilnjak brak door met zijn novelle “Het naakte jaar” in 1922, over de Russische Revolutie en haar repercussies op het leven. In een aaneenschakeling van fragmenten beeldt hij ontwortelde stadsmensen uit, een adellijke familie, een commune van anarchistische boeren, een opstand, een broedermoord, erotische taferelen, enzovoort. Tijdgenoten zagen "Het naakte jaar" als typisch voor een hele generatie. Het behoort samen met "Machines en wolven" (1926), "Mahoniehout" (1929) en “De Volga mondt uit in de Kaspische zee” (1930) tot zijn beste en meest beroemde werk. 
Pilnjaks werk kenmerkt zich door een duidelijk anti-urbanisme en kritiek op de gemechaniseerde maatschappij. Dit bracht hem in problemen met de communistische autoriteiten, hetgeen nog werd versterkt door zinspelingen op de veronderstelde moord op volkscommissaris Michail Froenze in zijn vertelling "De maan die niet kon worden uitgeblazen" (1926), over een  officier die sterft op de operatietafel. De angst voor de gevolgen van zijn werk (Pilnjak had al eens vast gezeten in 1918) hield Pilnjak voortdurend in de greep en bracht hem er waarschijnlijk toe "O.K." (1932) te schrijven; hierin doet hij een eenzijdig negatief verslag van zijn trip naar de Verenigde Staten in 1931.